# Ken Sailors
Kenneth L. Sailors (Bushnell, Nebraska, 14 de enero de 1921-Laramie, Wyoming, 30 de enero de 2016) fue un jugador de baloncesto estadounidense que jugó durante 5 temporadas entre la BAA y la NBA. Con 1,78 metros de altura, jugaba en la posición de base. Está considerado por muchos como el primer jugador en utilizar el tiro en suspensión.

## Trayectoria deportiva

### Universidad
Jugó cuatro temporadas con los Cowboys de la Universidad de Wyoming, interrumpidas dos años por la Segunda Guerra Mundial, llevando a su equipo a conseguir en 1943 el título de Campeón de la NCAA, siendo elegido Mejor Jugador del Torneo. Esa temporada promedió 15,5 puntos por partido.

### Profesional

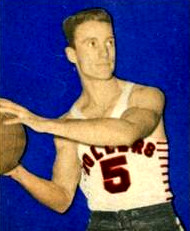
Sailors en 1948.

En 1946 firmó su primer contrato profesional con los Cleveland Rebels, donde jugó una temporada en la que promedió 9,9 puntos y 2,3 asistencias por partido. El año siguiente pasó por tres equipos diferentes, primero por Chicago Stags, luego por los Philadelphia Warriors y finalmente por Providence Steamrollers, con quienes acabó la temporada y jugó completa la siguiente, en la que fue incluido en el segundo mejor quinteto de la BAA.
Tras la desapartición de los Steamrollers fichó por Denver Nuggets, equipo que también desaparecería el año siguiente, siendo fichado entonces por Boston Celtics, quienes lo traspasaron mediada la temporada 1950-51 a Baltimore Bullets a cambio de Brady Walker y Dick Mehen. Al finalizar la misma se retiró definitivamente. En el total de su carrera promedió 12,6 puntos y 2,8 asistencias por partido.

## Estadísticas de su carrera en la BAA y en la NBA

### Temporada regular
| Temporada | Edad | Equipo                  | Liga  | P   | TC  | TCA  | %TC  | TL  | TLA | %TL  | REB | ASIS | FP  | PTS  |
| 1946-47   | 25   | Cleveland Rebels        | BAA   | 58  | 3.9 | 12.8 | .309 | 2.1 | 3.4 | .595 |     | 2.3  | 3.1 | 9.9  |
| 1947-48   | 26   | TOTAL                   | BAA   | 44  | 4.7 | 15.7 | .300 | 2.5 | 3.6 | .692 |     | 1.3  | 3.7 | 11.9 |
| 1947-48   | 26   | Chicago Stags           | BAA   | 1   | 0.0 | 3.0  | .000 | 0.0 | 0.0 |      |     | 0.0  | 1.0 | 0.0  |
| 1947-48   | 26   | Philadelphia Warriors   | BAA   | 2   | 1.0 | 1.5  | .667 | 0.0 | 0.0 |      |     | 0.0  | 2.0 | 2.0  |
| 1947-48   | 26   | Providence Steamrollers | BAA   | 41  | 5.0 | 16.7 | .300 | 2.7 | 3.9 | .692 |     | 1.4  | 3.8 | 12.7 |
| 1948-49   | 27   | Providence Steamrollers | BAA   | 57  | 5.4 | 15.9 | .341 | 4.9 | 6.4 | .766 |     | 3.7  | 4.2 | 15.8 |
| 1949-50   | 28   | Denver Nuggets          | NBA   | 57  | 5.8 | 16.6 | .349 | 5.8 | 8.0 | .721 |     | 4.0  | 4.2 | 17.3 |
| 1950-51   | 29   | TOTAL                   | NBA   | 60  | 3.0 | 8.9  | .340 | 2.2 | 3.0 | .728 | 2.0 | 2.5  | 3.3 | 8.2  |
| 1950-51   | 29   | Boston Celtics          | NBA   |     |     |      |      |     |     |      |     |      |     |      |
| 1950-51   | 29   | Baltimore Bullets       | NBA   |     |     |      |      |     |     |      |     |      |     |      |
| Total     |      |                         | TOTAL | 276 | 4.5 | 13.8 | .329 | 3.5 | 4.9 | .712 | 2.0 | 2.8  | 3.7 | 12.6 |
|           |      |                         | BAA   | 159 | 4.7 | 14.7 | .319 | 3.2 | 4.6 | .702 |     | 2.5  | 3.6 | 12.6 |
|           |      |                         | NBA   | 117 | 4.4 | 12.6 | .345 | 3.9 | 5.4 | .723 | 2.0 | 3.2  | 3.7 | 12.6 |

### Playoffs
| Temporada | Edad | Equipo           | Liga | P | MIN | TCA | TC | TLA | TL | ASIS | FP | PTS | %TC  | %3P | %FT  | PTS | AST |
| 1946-47   | 25   | Cleveland Rebels | BAA  | 2 |     | 6   | 16 | 3   | 4  | 4    | 8  | 15  | .375 |     | .750 | 7.5 | 2.0 |
| Total     |      |                  | BAA  | 2 |     | 6   | 16 | 3   | 4  | 4    | 8  | 15  | .375 |     | .750 | 7.5 | 2.0 |